# 顧瑗
顾瑗（？年—？年），字亚蘧，河南祥符县人。清末官员、诗人。

## 生平
光緒十八年（1892年）壬辰科二甲進士。同年五月，改翰林院庶吉士。光緒二十年四月，散館，授翰林院編修。顾瑗工诗，著有《西征集》。《晚晴簃诗汇》收其诗作。